# Bahía de Quiberon

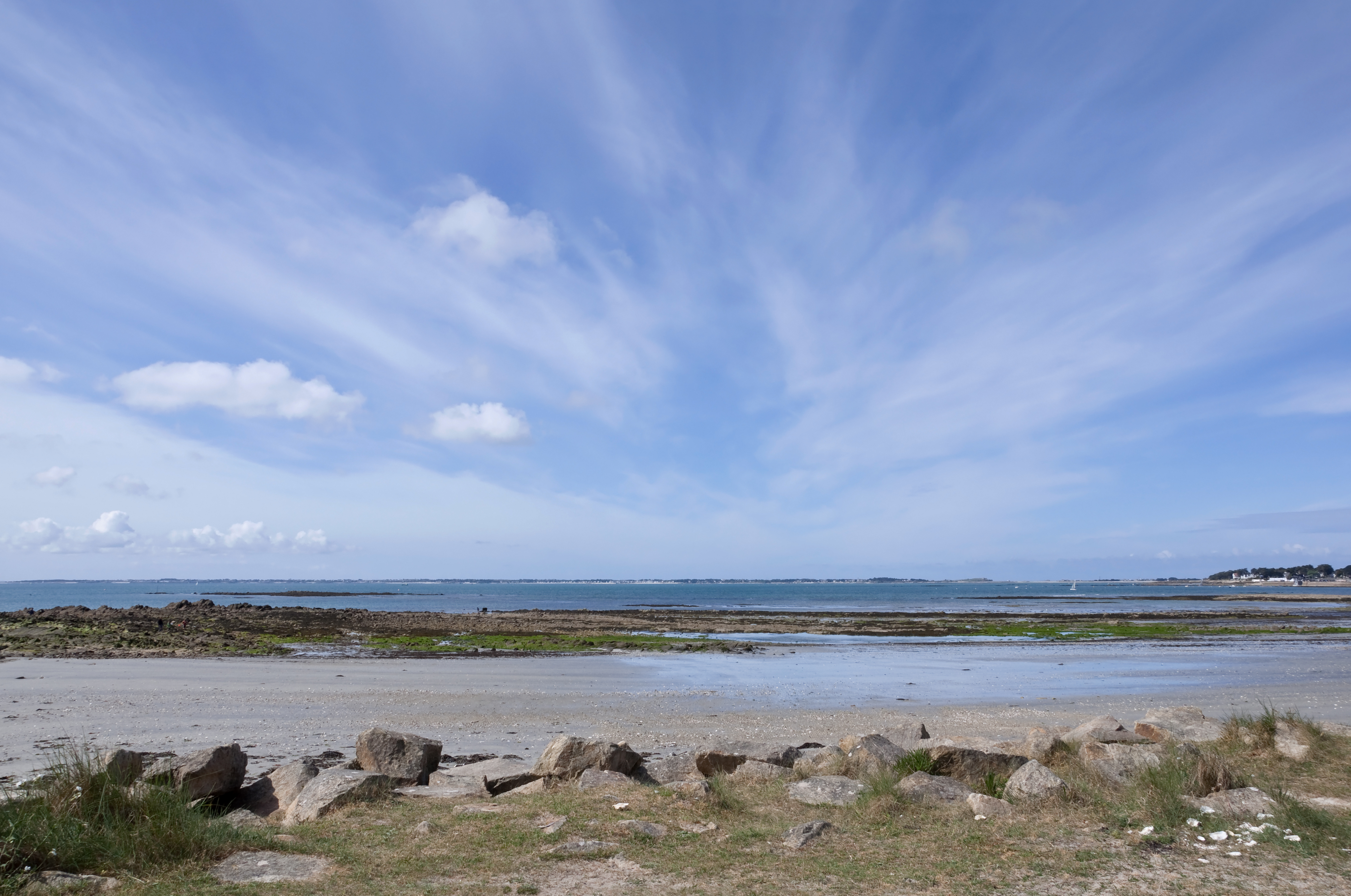
La bahía de Quiberon vista desde Carnac.

La bahía de Quiberon (del francés: baie de Quiberon) es una bahía europea del océano Atlántico que se encuentra ubicada en la costa sur del departamento de Morbihan, en la región de  Bretaña (Francia). La bahía queda delimitada al oeste por la península de Quiberon, al sur por los bajíos de Beniguet y por las islas de Houat y Hoëdic. Entre las islas y la península conecta con el Atlántico mediante los pasajes de Teignousse, Béniguet y des Soeurs. La bahía es la parte occidental del Mor braz (que en bretón significa, «gran mar»)
Se trata de una bahía especialmente bien resguardada de los vientos y del mar de fondo, que en esa zona es habitualmente procedente del oeste. 
La existencia de numerosos destinos de cruceros en todo el conjunto de la bahía (Belle-Île-en-Mer, el golfo de Morbihan, Houat, Hoëdic...) ha favorecido el desarrollo de los numerosos puertos deportivos de toda la región: Port-Haliguen, Le Crouesty, La Trinité-sur-Mer. 
La bahía de Quiberon es uno de los principales lugares de celebración de regatas en Francia.
Para entrar en la bahía de Quiberon viniendo desde el oeste, se debe tomar uno de los pasos que atraviesan los bajíos que se extienden entre la punta sur de la península de Quiberon y Hoëdic. En situaciones de mal tiempo, se recomienda tomar el pasaje de la Teignouse, señalado por el faro de la Teignouse.
- Datos: Q2571760
- Multimedia: Baie de Quiberon / Q2571760